# Guillaume Cornelis van Beverloo

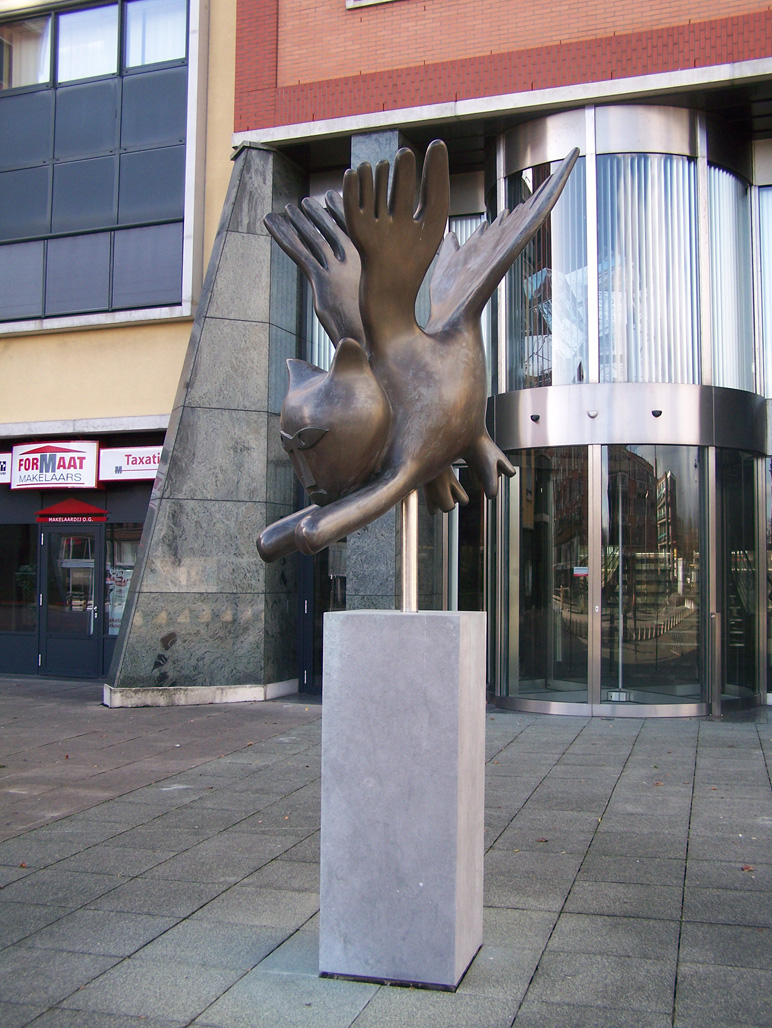
Uccello-Gatto installato nel 2001 nei pressi della stazione di Heerhugowaard. Una copia identica si trova presso il Museo CoBra a Amstelveen

Guillaume Corneille (Cornelis Van Beverloo; Liegi, 3 luglio 1922 – Auvers-sur-Oise, 5 settembre 2010) è stato un pittore, scultore e stampatore belga.

## Biografia
Nato in Belgio da genitori olandesi, dopo aver seguito i corsi alla scuola di Belle Arti di Amsterdam, inizia la sua esperienza pittorica influenzato dal surrealismo.
È cofondatore con Karel Appel, Eugene Brands e Anton Rosskens del movimento sperimentale Reflex.
È iniziatore ed esponente del gruppo Co.Br.A. con Karel Appel, Constant Nieuwenhuys, Asger Jorn e Marcel Dotremont.
A questo gruppo si aggiungeranno presto altri pittori, poeti e scrittori tra cui Jaques Doucet, Pierre Alechinsky, Else Alfeldt e altri.
Nel 1949 intraprende il suo primo viaggio in Africa del Nord dove scopre il mondo arabo e berbero.
Prima mostra a Parigi alla Galerie Colette Allendy con Appel e Constant.
Manifestazione del gruppo Co.Br.A. allo Stedelijk Museum di Amsterdam.
Corneille dopo avere sviluppato il suo discorso artistico in senso astratto  verso un Paesaggismo astratto nel corso degli anni cinquanta, ritorna alla figurazione agli inizi degli anni 60 impressionato dai colori della natura del sud Europa e del nord Africa spostando il suo interesse verso l'espressionismo.
Dal 1982, per la realizzazione dei suoi progetti calcografici più ambiziosi, si avvalse della collaborazione di un famoso incisore italiano, il maestro Luigi Guardigli; napoletano" incisore di Picasso e di altri grandi del '900 ;anche grazie all'intercessione del comune amico Franco Piruca. Nel 1987 collaboró con Bengt Lindström,  anche esperto incisore, all'illustrazione di un libro.